# Universidad Autónoma de Santo Domingo
L'Università Autonoma di Santo Domingo è l'unica università pubblica della Repubblica Dominicana e conta all'incirca 160.000 studenti. L'università ha 11 sedi sparse per la repubblica e la principale si trova a Santo Domingo.

## Storia

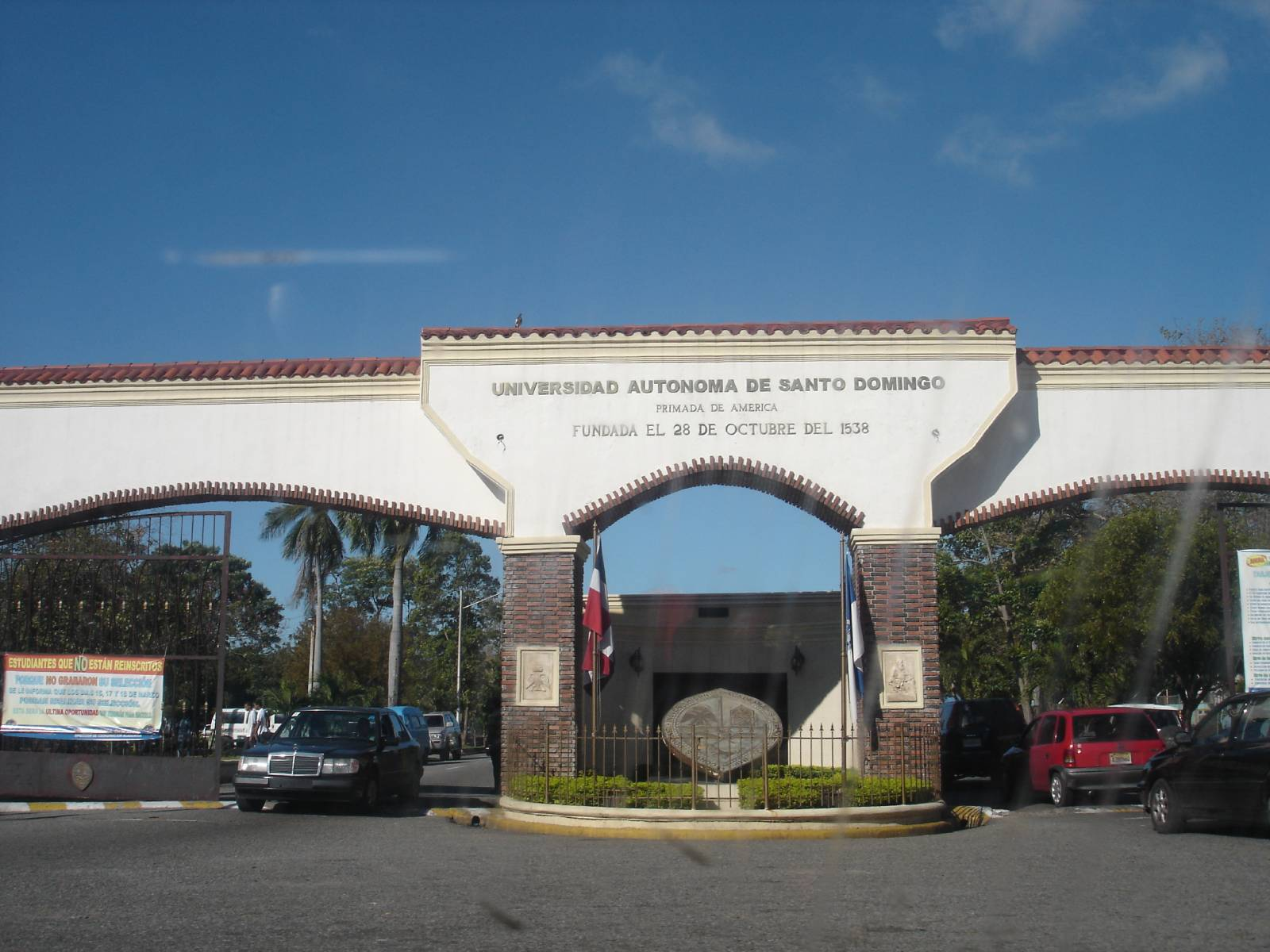
L'ingresso principale.

L'Università di San Tommaso d'Aquino, come precedentemente era chiamata, è stata creata, nel 1538 mediante la bolla papale In Apostolatus culmine di Papa Paolo III.
Il suo modello era l'Università di Alcalá de Henares.
L'Universidad Autónoma de Santo Domingo è stata creata nel 1914.
L'università si divideva in 4 facoltà: Medicina, Giurisprudenza, Teologia e Arte, in base alle norme stabilite al momento per le istituzioni nella metropoli. Gli studi in Arte includevano due tipi: il trivium, che comprendeva grammatica, retorica e la logica, e il quadrivium, che comprende aritmetica, geometria, astronomia e musica.

## Problemi
Durante gli anni della occupazione di Haiti, nel 1801 l'università ha smesso di funzionare e solo 14 anni dopo, nel 1815, ha riaperto.
Tra il 1815 e il 1821 il presidente è stato il dottor Jose Núñez di Caceres.
L'università, nel 1822, ha dovuto chiudere i battenti perché un gran numero di studenti sono stati reclutati per il servizio militare imposto dal governo haitiano.
Nel 1844 i dominicani volevano che la loro università riaprisse, e solo nel 1859 il presidente Pedro Santana promulgò una legge per ripristinare la ex università, con una composizione simile a quella accademica delle università medievali (con quattro aree di formazione: la filosofia, giurisprudenza, medicina e lettere sacre), sotto l'autorità del governo.